# Joseph W. Smiley
Joseph W. Smiley (Boston, 18 giugno 1870 – New York, 2 dicembre 1945) è stato un attore e regista statunitense.
Soprannominato familiarmente Drew, era sposato all'attrice Lila Leslie.

## Filmografia
La filmografia - basata su IMDb - è completa.

### Attore
- Tracked, regia di Thomas H. Ince (1911)
- The Secret of the Palm, regia di Joseph W. Smiley (1911)
- The Penniless Prince, regia di Thomas H. Ince (1911)
- Her Two Sons, regia di Harry Solter (1911)
- Dangerous Lines, regia di George Loane Tucker (1911)
- A Son of His Father, regia di Joseph W. Smiley (1913)
- Through Flaming Paths
- The Engineer's Revenge (1914)
- A Strange Melody
- The Root of Evil (1914)
- The House of Darkness (1914)
- The Living Fear
- Who Seeks Revenge
- The Better Man, regia di Joseph W. Smiley (1914)
- As We Forgive Those
- The Triumph of Right (1914)
- Marah, the Pythoness
- The Bond of Womanhood
- Threads of Destiny, regia di Joseph W. Smiley (1914)
- The Sorceress, regia di Joseph W. Smiley (1914)
- Was His Decision Right?
- The Grip of the Past, regia di Joseph W. Smiley (1914)
- A War Baby, regia di Barry O'Neil (1915)
- Baseball and Trouble (1915)
- In Her Mother's Footsteps, regia di Joseph W. Smiley (1915)
- The Love of Women, regia di Joseph W. Smiley (1915)
- A Tragedy of the Hills, regia di Romaine Fielding (1915)
- The White Mask, regia di Joseph W. Smiley (1915)
- Rated at $10,000,000, regia di Joseph W. Smiley (1915)
- A Delayed Reformation, regia di Shannon Fife (1915)
- The Gray Horror, regia di Joseph W. Smiley (1915)
- Nobody Would Believe
- The Inventor's Peril
- Whom the Gods Would Destroy, regia di Joseph W. Smiley (1915)
- The Witness, regia di Barry O'Neil (1915)
- Voices from the Past
- The Steadfast
- A Woman Reclaimed
- The Meddlesome Darling
- The Other Sister, regia di Joseph W. Smiley (1915)
- The Haunted Bell
- The Highway of Fate
- Broadway Jones
- Sleeping Fires, regia di Hugh Ford (1917)
- Public Be Damned
- The Lesson, regia di Charles Giblyn (1917)
- Double Crossed, regia di Robert G. Vignola (1917)
- Seven Keys to Baldpate, regia di Hugh Ford (1917)
- Dodging a Million
- The Face in the Dark, regia di Hobart Henley (1918)
- Joan of Plattsburg
- Her Final Reckoning, regia di Émile Chautard (1918)
- The Heart of a Girl, regia di John G. Adolfi (1918)
- Heredity, regia di William P.S. Earle (1918)
- Heart of the Wilds, regia di Marshall Neilan (1918)
- The Queen of Hearts, regia di Edmund Lawrence (1918)
- The Road to France
- Hitting the Trail
- What Love Forgives
- Luck and Pluck, regia di Edward Dillon (1919)
- The Moral Deadline, regia di Travers Vale (1919)
- Never Say Quit
- As a Man Thinks
- Break the News to Mother
- The Isle of Conquest, regia di Edward José (1919)
- The Poison Pen, regia di Edwin August (1919)
- A Daughter of Two Worlds
- The Law of the Yukon, regia di Charles Miller (1920)
- The Scarab Ring, regia di Edward José (1921)
- The Wild Goose, regia di Albert Capellani (1921)
- The Rich Slave
- The Woman God Changed
- Giovinezza (Experience), regia di George Fitzmaurice (1921)
- The Old Oaken Bucket
- The Blonde Vampire
- The Face in the Fog, regia di Alan Crosland (1922)
- Old Home Week
- Wild, Wild Susan
- The Police Patrol, regia di Burton L. King (1925)
- Capricci di donna (The Untamed Lady), regia di Frank Tuttle (1926)
- La danzatrice dei tropici (Aloma of the South Seas), regia di Maurice Tourneur (1926)
- The Show Off, regia di Malcolm St. Clair (1926)
- The Potters
- Corianton

### Regista
- Phone 1707 Chester (1911)
- The Secret of the Palm  (1911)
- The Lover's Signal (1911)
- Where There's Life, There's Hope (1911)
- The Scarlet Letter, co-regia di George Loane Tucker (1911)
- Second Sight (1911)
- The Temptress (1911)
- The Minor Chord (1911)
- The Piece of String (1911)
- The Brothers (1911)
- The Rose's Story, co-regia di George Loane Tucker (1911)
- Over the Hills, co-regia di George Loane Tucker (1911)
- The Preacher and the Gossip
- A College Girl
- Madeleine's Christmas
- What's in a Name? (1913)
- Keeping Up Appearances (1913)
- Jane's Waterloo
- Nearly in Mourning
- Bob Buys an Auto
- The Penalty of Crime
- When Love Loses Out
- On the Dumbwaiter
- Poker Paid
- The Battle of Shiloh (1913)
- A Son of His Father (1913)
- Through Flaming Paths
- Between Dances
- The Lost Child (1914)
- A Desperate Chance (1914)
- The Wallflower (1914)
- The Trunk Mystery (1914)
- The Living Fear
- Who Seeks Revenge
- The Better Man (1914)
- As We Forgive Those
- Marah, the Pythoness (1914)
- The Bond of Womanhood (1914)
- Threads of Destiny (1914)
- Thumb Prints and Diamonds (1914)
- The Spy's Fate (1914)
- A Boomerang Swindle
- The Sorceress (1914)
- The Grip of the Past (1914)
- A Believer in Dreams
- The Bomb (1914)
- The Intriguers
- In Her Mother's Footsteps
- The Language of the Dumb
- The Love of Women
- Siren of Corsica
- The White Mask
- The Stroke of Fate
- Rated at $10,000,000 (1915)
- The Gray Horror (1915)
- Nobody Would Believe
- The Inventor's Peril
- The Path to the Rainbow
- Whom the Gods Would Destroy (1915)
- Her Idol
- Romance as a Remedy
- Voices from the Past
- The Steadfast
- A Woman Reclaimed
- Life Without Soul (1915)
- The Meddlesome Darling
- The Other Sister (1915)
- The Fortunate Youth (1916)
- Energetic Eva (1916)